# Vera (Mato Grosso)
Vera es un municipio brasileño situado en el estado de Mato Grosso. Tiene una población estimada, en 2021, de 11 731 habitantes.
Se localiza a una latitud 12º18'21" sur y a una longitud 55º19'01" oeste, a una altitud de 383 metros.
Posee un área de 3058.34 km².
El municipio de Vera pertenecía hasta 1986 a Sinop. En ese año fue separado de Sinop, incorporando área territorial del municipio de Paranatinga. A su vez, de Vera se separó el municipio de Feliz Natal, creado en 1995.